# Paulo Markun
Paulo Sérgio Markun (São Paulo, 7 de setembro de 1952) é um jornalista brasileiro. 

## Biografia
Paulo Markun passou praticamente por todas as emissoras de televisão paulistanas, da TV Cultura à Rede Bandeirantes.[carece de fontes?] Também trabalhou na Rede Manchete, na Rede Globo e na Rede Record.
Foi editor do Jornal de Debates (recriou na internet a versão do jornal de 1946) e presidiu o Sindicato da Indústria Audiovisual do Estado de Santa Catarina. Também foi diretor-presidente da Fundação Padre Anchieta, entidade mantenedora da TV Cultura, de junho de 2007 até junho de 2010.
Por dez anos, apresentou o programa Roda Viva, da TV Cultura (segundas-feiras, dez e quarenta da noite) desde 1998 a 2008, quando foi substituído pelos jornalistas Carlos Eduardo Lins da Silva e Lillian Witte Fibe (ex-Jornal Nacional) .
Em junho de 2010 foi contratado pela TV Gazeta e participou da cobertura das eleições 2010.
É autor de mais de cem documentários e quinze livros.
Em 2011, lançou o site Brado Retumbante, parte do projeto de mesmo nome retomado no ano anterior, cuja proposta era ampliar o conhecimento do grande público sobre os fatos e acontecimentos, sobretudo a Campanha das Diretas, que levaram ao fim da ditadura militar no Brasil. Com apoio do Instituto de Cultura Democrática e da Uninove, além do site o trabalho envolveu outras mídias, incluindo uma série de documentários sobre as Diretas (inédita, mas concluída) e dois volumes, editados pela Benvirá (Brado Retumbante)  Em 2016, Markun voltou a TV pela TV Brasil no comando do semanal Palavras Cruzadas.. O programa teve dez edições e foi encerrado na mudança de comando da emissora. 